# Бхакти-расамрита-синдху
«Бхакти-расамрита-синдху» — священное писание гаудия-вайшнавизма на санскрите, один из основных трудов средневекового вайшнавского богослова, философа и святого Рупы Госвами (1493—1564). Представляет собой исследование религиозных эмоций, в котором автор производит анализ различного рода взаимоотношений между бхактой и Кришной. «Бхакти-расамрита-синдху» издана на русском языке как «Бхакти-расамрита-синдху-бинду» (краткое изложение основных тем, сделанное Вишванатхой Чакраварти (1626—1708) в переводе и с комментариями Бхактиведанты Нараяны Госвами (1921—2010)), и как «Нектар преданности» Бхактиведанты Свами Прабхупады (1896—1977).